# 行動裝置管理
行動裝置管理 ( 英語：Mobile Device Management, MDM) 是一種組織或企業管理處理公事的行動裝置（例如：智慧手機、平板電腦、筆電）的方式，可以避免公司機密被員工外洩或被不當使用，也可以避免行動裝置遺失時，行動裝置內的企業應用程式(APP)被誤用。

## 企業使用行動裝置管理的領域
行動裝置管理和自攜設備(BYOD) 有強烈關聯，因為員工可能會使用自有行動裝置處理公事，因此行動裝置管理的範圍不只包括組織資產，還需管理員工的個人資產。

## 額外的行動裝置管理功能
行動裝置管理通常有以下功能可以選擇:
- 政策派送：有幾種派送安全政策到行動裝置的方式。 
  1. 個人政策：根據企業環境的高度客制
  2. 裝置平台指定：對於 Android、iOS、Windows、和 Blackberry 裝置的進階管理
  3. 合規政策/規則
- 虛擬私人網路(VPN)設定
- 應用目錄（白名單）
- 預設的 Wi-Fi 和熱點設定
- 越獄/Root 權限保護
- 遠端抹除企業資料
- 遠端抹除行動裝置回到出廠初始化
- 遠端鎖定操作
- 遠端螢幕鎖定
- 禁用相機
- 遠端傳訊或發出聲響
- 阻止使用黑名單APP

## 參照
- Solution guide: Manage mobile devices and PCs by migrating to Configuration Manager with Windows Intune （页面存档备份，存于）
- Solution guide: Mobile device management for Configuration Manager 2007 customers planning to migrate to System Center 2012 R2 Configuration Manager （页面存档备份，存于）
- System Center Configuration Manager TechNet Library （页面存档备份，存于）
- Windows Intune TechNet Library （页面存档备份，存于）
- Open Mobile Alliance Device Management Public Documentation （页面存档备份，存于）
- How mobile device management works （页面存档备份，存于）
- Open In Management for Mobile Device Management （页面存档备份，存于）